# Inspectoratul de Stat în Construcții
Inspectoratul de Stat în Construcții (ISC) este organism de control al activității în domeniul calității în construcții, disciplinei în urbanism, al supravegherii pieței materialelor de construcții și al avizării investițiilor în lucrări de construcții realizate din fonduri publice, activitatea de control cuprinzând toată sfera industriei construcțiior.
Inspectoratul de Stat în Construcții își are originea în Corpul Tehnic al Lucrărilor Publice, înființat în anul 1862, prin Decret, de domnitorul Alexandru Ioan Cuza, ca serviciu de inspecție pentru lucrările publice.
Inspectoratul de Stat în Construcții funcționează în subordinea Guvernului și este coordonat de catre un consilier de stat al primului-ministru.

## Istoric
În anul 2009, Inspectoratul de Stat în Construcții a aplicat anul trecut 1.458 de sancțiuni contravenționale în cuantum de 1,9 milioane lei.
În 2008, Inspectoratul de Stat în Construcții a aplicat 2.280 de sancțiuni contravenționale, în cuantum de 3,5 milioane lei.
În mai 2010, Guvernul a decis ca ISC să treacă din coordonarea premierului în subordinea Ministerului Dezvoltării Regionale și Turismului.
În septembrie 2010, Senatul României a decis respingerea deciziei guvernului.
În august 2010, structura organizatorică a aparatului central al Inspectoratului de Stat în Construcții, respectiv a aparatelor Inspectoratelor Teritoriale în Construcții, organizate la nivel județean a fost reorganizată prin reducerea numărului maxim de posturi, de la 1.030 la 875.

## Conducerea
Președinții ISC:
- Irina Paula Jianu [7][8]
- Dorina Isopescu (PNL): 2005 - 2009[9]
- Constantin Adrian Balaban-Grăjdan (PSD) : martie 2009 - octombrie 2009[10]
- Ovidiu Cordoneanu: 8 octombrie 2009 - 2 martie 2010 (interimar) [11][12][13]
- Petru Edmund Veress: 2 martie 2010 - ? [12][14][15]
- Ruxandra Carmen Berszan: ? - 11 mai 2012[16]
- Constantin Grăjdan: 18 mai 2012 - 24 mai 2012[9]
- Emil Florin Albotă